# 23. červen
23. červen je 174. den roku podle gregoriánského kalendáře (175. v přestupném roce). Do konce roku zbývá 191 dní. Svátek má Zdeňka.

## Události

### Česko
- 1197 – Českým a moravským panovníkem se stává Vladislav Jindřich.
- 1866 – Pruské vojsko překročilo rakouské hranice a vpadlo do Čech
- 1887 – Bylo v Písku jako v prvním městě v českých zemích uvedeno do provozu první veřejné elektrické osvětlení celoměstského významu (avšak Hybernskou ulici v Praze osvítil František Křižík již roku 1882).
- 1920 – V Jihlavě propukly národnostní nepokoje mezi místními Čechy a Němci.
- 1928 – Prezident Masaryk navštívil Pustevny na Radhošti při zapálení svatojánských ohňů, které byly na všech kopcích, stráních a hřebenech Beskyd. Počet ohňů byl odhadován na 600.
- 1936 – Odhalení pamětní desky prezidentu Masarykovi na hotelu Tanečnice na Pustevnách.
- 1955 – V Praze na Strahově začala I. celostátní spartakiáda.
- 1960 – V Praze začala II. celostátní spartakiáda.
- 1983 – Zástupci německé strany zelených se sešli s představiteli Charty 77.
- 1984 – Do Prahy dorazila poslední dvacítka mužů ze skupiny postupně propouštěných 66 československých občanů, která byla zajata v Angole 12. března 1983 při přepadení komplexu celulózky ve městě Alto Catumbela teroristy z angolského protivládního hnutí UNITA pod vedením Jonase Savimbiho[1]
- 2009 – V Česku začaly povodně, které si vyžádaly 13 obětí.
- 2012 – Na dálnici A1 nedaleko obce Sveti Rok v Chorvatsku havaroval český autobus. Neštěstí si vyžádalo osm lidských životů.
- 2019 – Na Letenské pláni v Praze protestovalo proti vládě Andreje Babiše na 250 tisíc lidí na největší české demonstraci od roku 1989.

### Svět

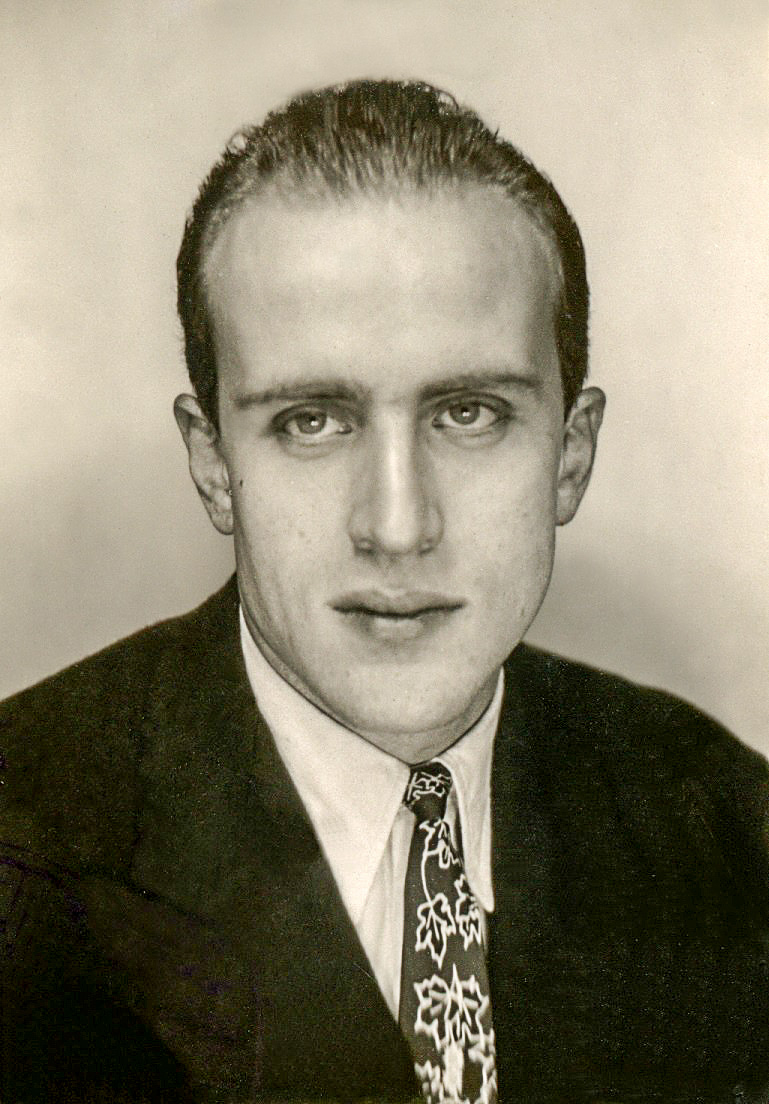
Boris Vian († 1959)

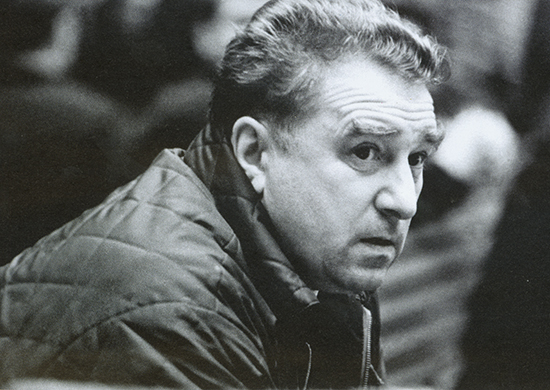
Anatolij Tarasov († 1995)

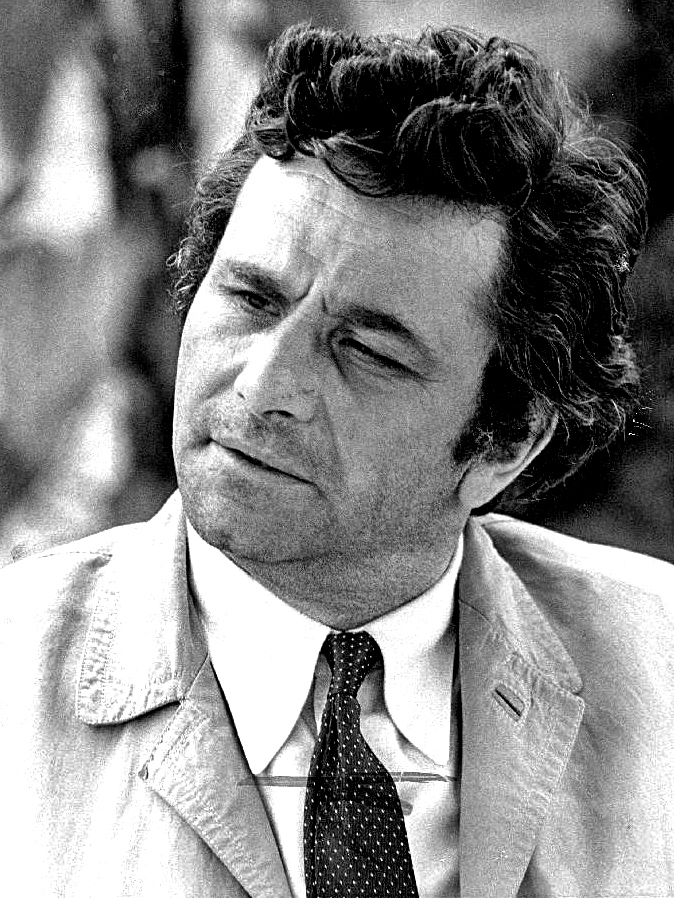
Peter Falk († 2011)

- 1298 – Římský král Adolf Nasavský byl v Mohuči prohlášen za sesazeného. Novým římským králem byl zvolen Albrecht I. Habsburský.
- 1565 – Velké obležení Malty: Turci po 29denním obléhání dobyli pevnost St. Elmo.
- 1757 – Vojska Britské Východoindické společnosti porazila v bitvě u Palásí spojené síly bengálského navába a Francouzské Východoindické společnosti. Bitva otevřela cestu britské dominanci v Indii.
- 1865 – Americká občanská válka: Kapituloval čerokíjský náčelník Stand Watie, poslední generál Konfederace v poli.
- 1894 – Iniciativou Pierre de Coubertina byl v Paříži založen Mezinárodní olympijský výbor.
- 1942 – Britové získali obávanou stíhačku Focke-Wulf Fw 190, Armin Faber po souboji s Františkem Trejtnarem přistál ve Walesu
- 1948 – Začala Berlínská blokáda.
- 1972 – Prezident Nixon zachycen na pásku, jak rozmlouvá o bránění ve vyšetřování vloupání do hotelového komplexu Watergate.
- 1989 – V USA mělo premiéru filmové zpracování Batmana.
- 1991 – V severní Americe vydala společnost Sega první hru s postavou ježka Sonic.
- 1994 – Premiéra filmu Forrest Gump s Tomem Hanksem v titulní roli
- 2006 – Z populární hudební skupiny Backstreet Boys odešel zpěvák Kevin Richardson.
- 2015 – Více než 1 000 lidí zemřelo v důsledku vlny veder, která postihla pákistánskou provincii Sindh a její metropoli Karáčí.
- 2016 – Obyvatelé Spojeného království v referendu rozhodli o vystoupení Spojeného království z Evropské unie v poměru 52 % ku 48 %.

## Narození

### Česko

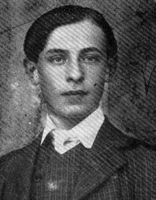
Vladislav Vančura (* 1891)

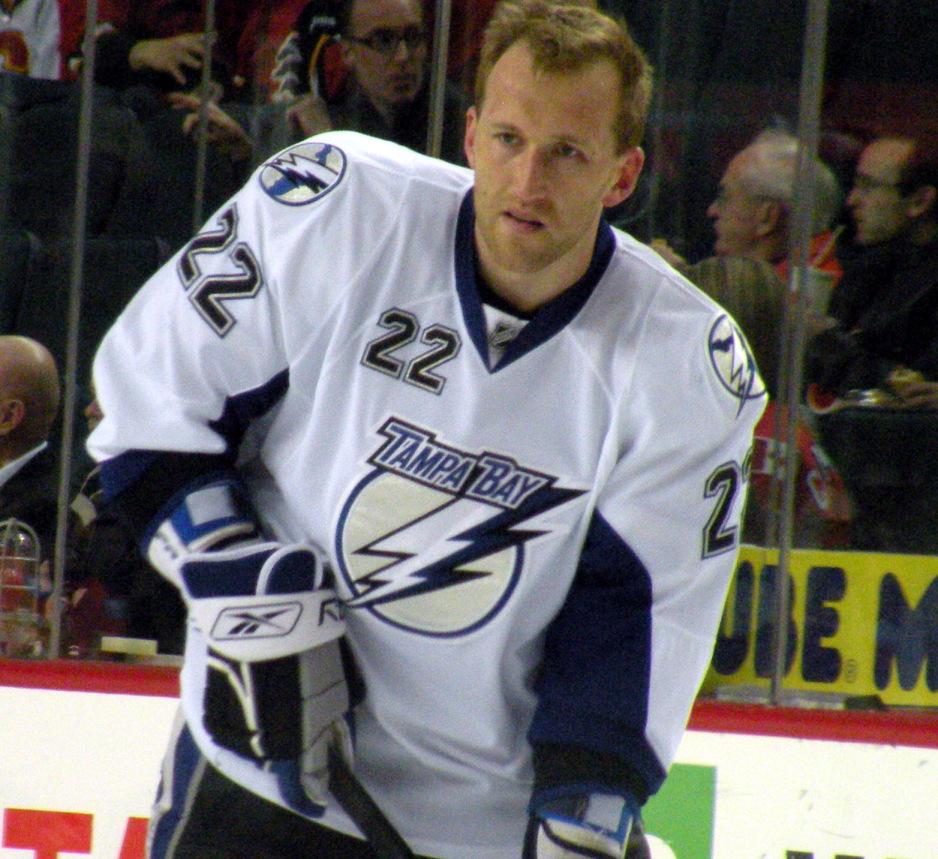
Marek Malík (* 1975)

- 1821 – Vilém Platzer, kněz a politik († 27. října 1888)
- 1835 – Friedrich Nitsche, poslanec Českého zemského sněmu a Říšské rady, starosta Vyššího Brodu († 4. prosince 1923)
- 1836 – Erwin Dubský, šlechtic, cestovatel a politik († 28. února 1909)
- 1872 – Jan Záhorský, československý politik († 22. října 1951)
- 1876 – František Čuřík, matematik († 7. června 1944)
- 1877 – Pavel Jan Souček, opat kanonie premonstrátů v Nové Říši († 28. ledna 1943)
- 1891 – Vladislav Vančura, spisovatel († 1. června 1942)
- 1892
  - Alfred Fuchs, spisovatel, novinář a překladatel umučený nacisty. († 16. února 1941)
  - Jaromír Smutný, legionář, kancléř prezidenta Edvarda Beneše a diplomat († 16. července 1964)
- 1895 – Ladislav Komorád, legionář, odbojář, hrdina květnového osvobození 1945 († 9. února 1947)
- 1897 – Jan Krines, chodský kronikář († 21. února 1968)
- 1903 – Vilém Bohumír Hauner, knihař († říjen 1982)
- 1909 – Jan Blesík, kněz, redemptorista a spisovatel († červen 1985)
- 1921 – Johanna von Herzogenberg, česko-německá historička umění, spisovatelka († 20. února 2012)
- 1924 – Jaroslav Balík, scenárista, režisér a filmový pedagog († 17. října 1996)
- 1930 – Karel Kopřiva, kontrabasista († 11. února 2004)
- 1934 – Květoslav Šipr, lékař a teolog
- 1936 – František Králík, malíř a grafik
- 1940 – Jan Kuklík, historik († 22. srpna 2009)
- 1945 – Jan Hrubý, grafik, karikaturista
- 1949
  - Jan Kyselák, operní pěvec, hudební režisér a pedagog
  - Irena Gerová, novinářka, spisovatelka a režisérka († 20. června 2006)
- 1951 – Anna Šabatová, veřejná ochránkyně práv
- 1953 – Jan Koucký, odborník na školství a politik
- 1956 – Vladimír Kýhos, hokejový útočník
- 1967 – Vratislav Mynář, podnikatel, státní úředník a politik
- 1969 – David Ondříček, režisér a filmový producent
- 1973 – Lenka Zbranková, herečka
- 1975 – Marek Malík, lední hokejista
- 1981 – Jana Doleželová, modelka
- 1993 – Eliška Krupnová, florbalistka
- 1995 – Václav Jemelka, fotbalista

### Svět

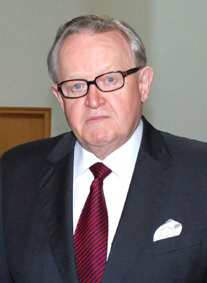
Martti Ahtisaari (* 1937)

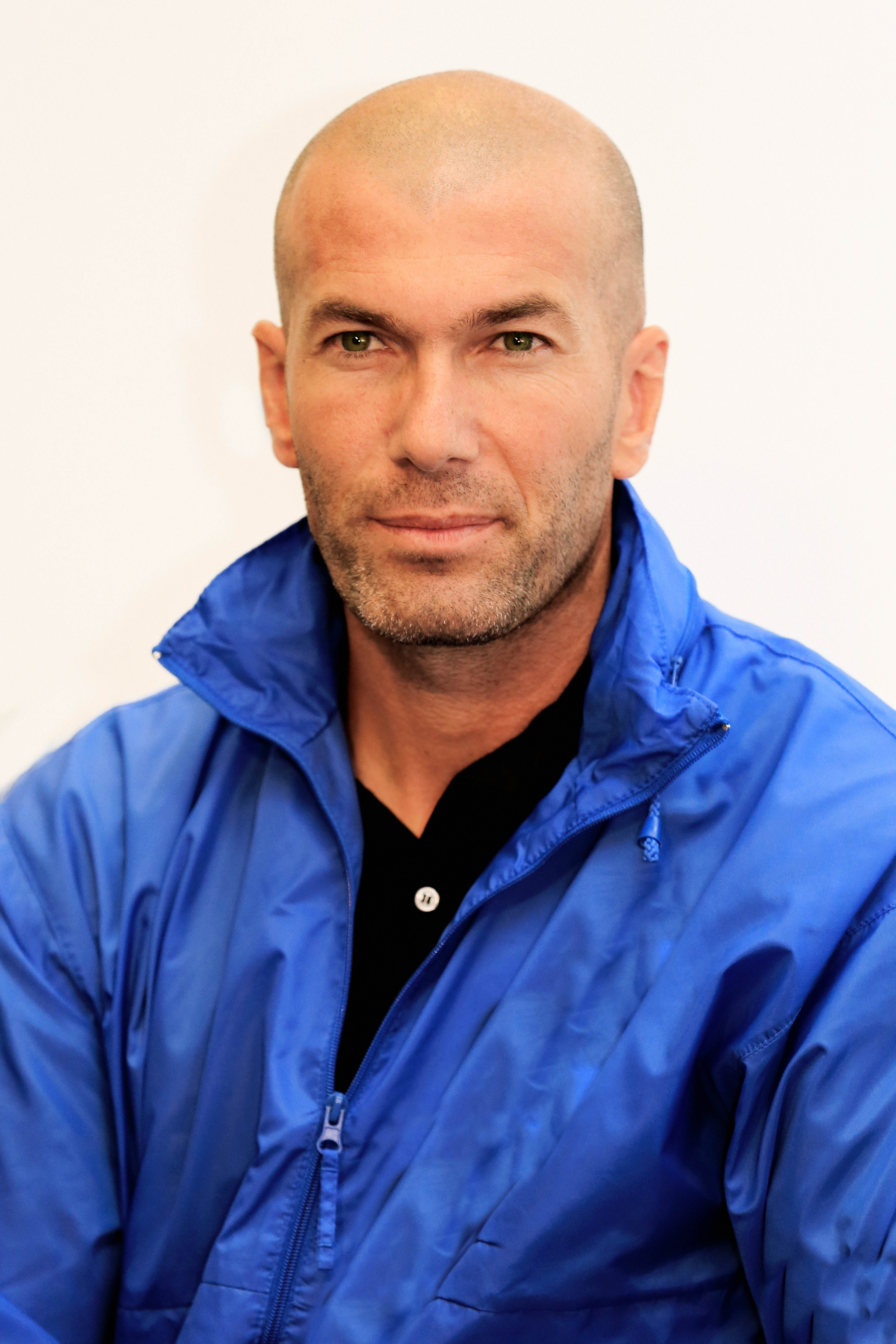
Zinedine Zidane (* 1972)

- 0047 př. n. l. – Kaisarion (Caesarion), egyptský panovník, syn Kleopatry VII. a Gaia Julia Caesara († 30 př. n. l.)
- 1456 – Markéta Dánská (1456), skotská královna jako manželka Jakuba III. Skotského († 1486)
- 1534 – Nobunaga Oda, japonský vládce († 21. června 1582)
- 1596 – Johan Banér, švédský vojevůdce († 10. května 1641)
- 1668 – Giambattista Vico, italský filosof, historik a právník († 1744)
- 1603 – Abel Tasman, holandský obchodník a mořeplavec († 10. října 1659)
- 1612 – André Tacquet, vlámský matematik († 22. prosince 1660)
- 1703 – Marie Leszczyńská, francouzská královna, manželka krále Ludvíka XV., dcera svrženého polského krále Stanislava Leszczyńského a Kateřiny Opalińské († 1768)
- 1750 – Déodat Gratet de Dolomieu, francouzský mineralog a geolog († 28. listopadu 1801)
- 1763 – Joséphine de Beauharnais, francouzská císařovna, manželka Napoleona Bonaparta († 1814)
- 1766 – Johann Samuel Ersch, německý encyklopedista († 16. ledna 1828)
- 1772 – Cristóbal Mendoza, 1. venezuelský prezident († 8. února 1829)
- 1775 – Étienne-Louis Malus, francouzský důstojník, inženýr, matematik a fyzik († 1812)
- 1810 – Franziska Elsslerová, rakouská tanečnice († 27. listopadu 1884)
- 1832 – Gustav Jäger, německý biolog, fyziolog a antropolog († 13. května 1917)
- 1837 – Ernest Guiraud, francouzský hudební skladatel a pedagog († 6. května 1892)
- 1859 – Édouard Michelin, francouzský vynálezce, zakladatel firmy Michelin († 1940)
- 1877 – Norman Pritchard, indický filmový herec a sprinter, dvojnásobný olympijský medailista († 31. října 1929)
- 1878 – Şehzade Mahmud Necmeddin, osmanský princ a syn sultána Mehmeda V. († 27. června 1913)
- 1889 – Anna Andrejevna Achmatovová, ruská lyrická básnířka a překladatelka († 1966)
- 1892 – Mieczysław Horszowski, polský klavírista († 22. května 1993)
- 1894
  - Eduard VIII., král Spojeného království († 28. května 1972)
  - Alfred Charles Kinsey, americký psycholog, biolog a etolog († 25. srpna 1956)
- 1897 – Winifred Marjorie Wagner, manželka Siegfrieda Wagnera († 5. března 1980)
- 1903 – Hans Christian Branner, dánský spisovatel († 23. dubna 1966)
- 1906
  - Wolfgang Koeppen, německý spisovatel († 15. března 1996)
  - Arsenij Grigorjevič Golovko, sovětský námořní velitel a admirál († 17. května 1962)
- 1907 – James Meade, britský ekonom, Nobelova cena 1977 († 22. prosince 1995)
- 1908
  - Dragoslav Mitrinović, srbský matematik († 2. dubna 1995)
  - Jakub Jindřich Bourbonský, hlava dynastie Bourbon-Anjou († 20. března 1975)
- 1909 – Li Sien-nien, prezident Čínské lidové republiky († 21. června 1992)
- 1910 – Jean Anouilh, francouzský dramatik († 3. října 1987)
- 1912 – Alan Turing, britský matematik a počítačový vědec († 7. června 1954)
- 1913 – William P. Rogers, americký politik († 2. ledna 2001)
- 1916 – Ernest Wilimowski, slezský fotbalista († 30. srpna 1997)
- 1923
  - George Russell, americký klavírista († 27. července 2009)
  - Ľudovít Štrompach, malíř a restaurátor († 5. března 2009)
- 1925
  - Oliver Smithies, americký genetik, nositel Nobelovy ceny za fyziologii a medicínu († 10. ledna 2017)
  - Sahib Shihab, americký jazzový saxofonista a flétnista († 24. října 1989)
  - John Shepherd-Barron, skotský vynálezce bankomatu († 15. května 2010)
- 1926 – Bryan R. Wilson, anglický profesor sociologie († 9. října 2004)
- 1927 – Bob Fosse, americký choreograf a režisér († 1987)
- 1929 – June Carter Cash, americká zpěvačka, textařka a herečka († 15. května 2003)
- 1930
  - Donn Eisele, americký astronaut († 2. prosince 1987)
  - Elza Soaresová, brazilská zpěvačka († 20. ledna 2022)
- 1931 – Ola Ullsten, premiér Švédska
- 1936
  - Richard David Bach, americký spisovatel
  - Kostas Simitis, premiér Řecka († 5. ledna 2025)
- 1937 – Martti Ahtisaari, finský politik, bývalý prezident Finska a nositel Nobelovy ceny míru († 16. října 2023)
- 1940
  - Stuart Sutcliffe, anglický kytarista (The Beatles) († 1962)
  - Jimmy Castor, americký saxofonista a zpěvák († 16. ledna 2012)
  - Wilma Rudolphová, americká sprinterka, trojnásobná olympijská vítězka († 12. listopadu 1994)
  - Adam Faith, americký zpěvák, herec a novinář († 8. března 2003)
- 1941 – Robert Hunter, americký básník, zpěvák, skladatel, překladatel a kytarista († 23. září 2019)
- 1942 – Martin Rees, britský kosmolog a astrofyzik
- 1943
  - Vint Cerf, americký informatik, otec internetu
  - James Levine, americký klavírista a dirigent
- 1944
  - Peter Bieri, švýcarský filozof a spisovatel
  - Nigel Osborne, anglický skladatel
  - Efraim Israel, izraelský bohemista a překladatel
  - Maria João Pires, portugalská klavíristka
- 1945 – Eric Emerson, americký herec, tanečník a hudebník († 28. května 1975)
- 1947
  - Bryan Brown, australský herec
  - Zuzana Cigánová, slovenská herečka
- 1948
  - Merryl Wyn Davies, velšská spisovatelka († 1. února 2021)
  - Luther Kent, americký bluesový zpěvák († 16. srpna 2024)
- 1950 – Orani João Tempesta, brazilský kardinál
- 1951 – Michèle Mouton, francouzská automobilová závodnice
- 1953 – Russell Mulcahy, australský filmový režisér
- 1955
  - Glenn Danzig, americký hudebník a skladatel
  - Jean Tigana, francouzský fotbalista
- 1957
  - Peter Kent, kanadský filmový herec a kaskadér
  - Frances McDormandová, americká filmová a televizní herečka
- 1958 – Mick Wall, britský hudební kritik a spisovatel
- 1960 – Ricky Evans, velšský ragbista
- 1963 – Steve Shelley, americký bubeník (Sonic Youth)
- 1966 – Tessa Korberová, německá spisovatelka
- 1970 – Yann Tiersen, francouzský hudebník
- 1972
  - Zinedine Zidane, francouzský fotbalista
  - Selma Blairová, americká herečka
- 1975
  - KT Tunstall, skotská zpěvačka a kytaristka
  - Taťjana Lysenková, sovětská a ukrajinská gymnastka
  - Markus Zusak, australský spisovatel
- 1976
  - Patrick Vieira, francouzský fotbalový záložník
  - Paola Suárezová, argentinská tenistka
- 1980
  - Francesca Schiavoneová, italská tenistka
  - Melissa Rauch, americká herečka
- 1984 – Duffy, waleská zpěvačka
- 1989 – Lisa Carringtonová, novozélandská rychlostní kanoistka
- 1990 – Vasek Pospisil, kanadský tenista
- 1994
  - Connor Jessup, kanadský herec
  - David Vega Hernández, španělský tenista
- 1998 – Josip Brekalo, chorvatský fotbalista
- 2004 – Alexandra Trusovová, ruská krasobruslařka

## Úmrtí

### Česko

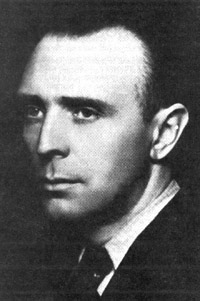
Pierre de Lasenic († 1944)

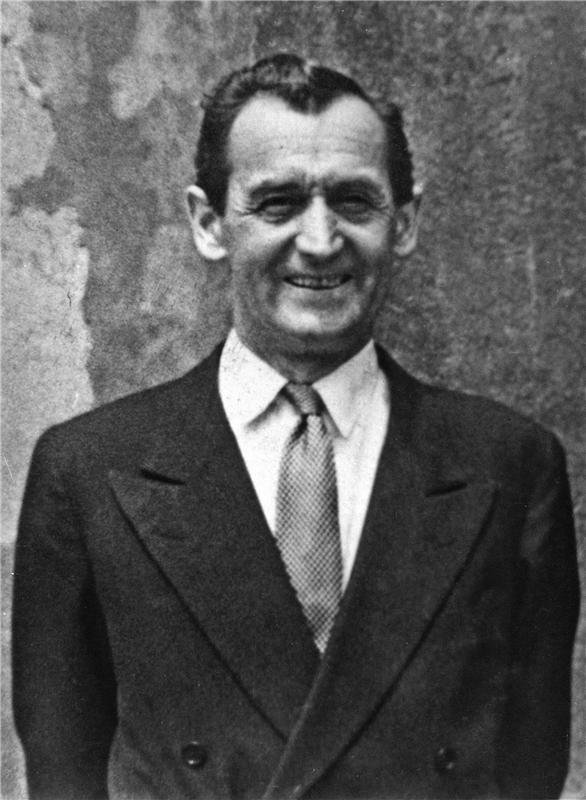
Saša Machov († 1951)

- 1265 – Anna Lehnická, dcera Přemysla Otakara I. a manželka Jindřicha II. Pobožného (* okolo 1204)
- 1613 – Adam Huber z Riesenpachu, osobní lékař císaře Rudolfa II. (* 3. ledna 1545)
- 1790 – Jan Václav Pohl, český gramatik (* 1720)
- 1816 – Josef Jiří Trassler, moravský tiskař a vydavatel (* 5. března 1759)
- 1881 – Bedřich Silva-Tarouca, kněz, malíř, sběratel umění (* 11. prosince 1816)
- 1912 – Bohuslav Kroupa, malíř, pedagog, cestovatel a spisovatel (* 30. listopadu 1828)
- 1917 – Jaroslav Igor Vilímek, legionář, starodružiník (* 2. května 1890)
- 1926 – Friedrich von Georgi, předlitavský politik (* 27. ledna 1852)
- 1938 – Adam Chlumecký, básník a spisovatel (* 7. ledna 1854)
- 1940 – Josef Strouhal, herec a režisér (* 16. ledna 1863)
- 1942 – Emil Procházka, sportovní funkcionář (* 1874)
- 1944
  - Jaroslav Odstrčil, voják a velitel výsadku Calcium (* 6. listopadu 1912)
  - Pierre de Lasenic, hermetik (* 17. května 1900)
- 1951 – Saša Machov, český tanečník a choreograf (* 16. července 1903)
- 1957 – Louis Fürnberg, německy píšící spisovatel a diplomat (* 24. května 1909)
- 1961 – Ludmila Bertlová, houslistka (* 1. února 1914)
- 1975 – František Melichar, československý legionář a prvorepublikový generál (* 31. srpna 1889)
- 1985 – František Hamouz, ministr a místopředseda vlád Československa (* 15. srpna 1919)
- 1986 – Antonín Martin Brousil, český divadelní a filmový teoretik (* 15. května 1907)
- 1987 – Rudolf Plajner, pedagog a skaut (* 5. dubna 1901)
- 1993 – Zdeněk Kopal, astronom (* 4. dubna 1914)
- 1994 – Vladimír Procházka, český horolezec, pedagog a metodik (* 23. července 1918)
- 1996
  - Quido Machulka, český básník a spisovatel (* 9. prosince 1950)
  - Eduard Cupák, filmový a divadelní herec (* 10. března 1932)
- 1998 – Jan Seidel, hudební skladatel (* 25. prosince 1908)
- 2003 – Bronislava Müllerová, překladatelka (* 16. ledna 1959)
- 2019
  - Božena Brodská, tanečnice, historička baletu a pedagožka dějin baletu na AMU (* 27. července 1922)
  - Slavomil Vencl, archeolog, pedagog, sběratel umění a redaktor (* 18. října 1936)

### Svět
- 79 – Vespasianus, římský císař (* 17. listopadu 9)
- 1222 – Konstancie Aragonská, královna uherská, německá, sicilská a císařovna Svaté říše římské (* 1179)
- 1290 – Jindřich IV. Probus, kníže vratislavský a krakovský (* 1257 nebo 1258)
- 1356 – Markéta Holandská, německá královna, manželka Ludvíka IV. (* ? 1311)
- 1555 – Pedro Mascarenhas, portugalský mořeplavec (* 1484)
- 1565 – Turgut Reis, osmanský pirát, korzár a admirál (* 1485)
- 1595 – Thoinot Arbeau, francouzský hudební skladatel (* 17. března 1519)
- 1662 – Čeng Čcheng-kung, čínský válečník (* 1624)
- 1728 – Gabriel Daniel, francouzský jezuita a historik (* 8. února 1649)
- 1733 – Johann Jakob Scheuchzer, švýcarský učenec, kartograf a lékař (* 2. srpna 1672)
- 1771 – Jean-Claude Trial, francouzský houslista a hudební skladatel (* 13. prosince 1732)
- 1806 – Mathurin Jacques Brisson, francouzský zoolog a fyzik (* 30. dubna 1723)
- 1836 – James Mill, skotský historik a ekonom (* 6. dubna 1773)
- 1852 – Karl Brjullov, ruský malíř (* 23. prosince 1799)
- 1860 – Giuseppe Cafasso, italský kněz prohlášený za svatého (* 15. ledna 1811)
- 1881 – Matthias Jacob Schleiden, německý botanik (* 5. dubna 1804)
- 1891 – Wilhelm Eduard Weber, německý fyzik (* 24. října 1804)
- 1913 – Tomás López Torregrosa, španělský hudební skladatel (* 24. září 1868)
- 1916 – Carleton Watkins, americký krajinářský fotograf (* 11. listopadu 1829)
- 1944 – Eduard Dietl, německý generál Wehrmachtu za druhé světové války (* 21. července 1890)
- 1945 – Simon Lake, americký konstruktér ponorek (* 4. září 1866)
- 1959 – Boris Vian, francouzský spisovatel a hudebník (* 10. března 1920)
- 1961 – Werner Gilles, německý malíř (* 29. srpna 1894)
- 1969 – Volmari Iso-Hollo, finský olympijský vítěz na 3000 metrů překážek (* 1. května 1907)
- 1971 – Marie Anna Braganzská, portugalská infantka (* 3. září 1899)
- 1976 – William DeHart Hubbard, americký olympijský vítěz ve skoku do dálky 1924 (* 25. listopadu 1903)
- 1980 – Clyfford Still, americký malíř (* 30. listopadu 1904)
- 1981 – Zarah Leander, švédská herečka a zpěvačka (* 15. března 1907)
- 1983 – Osvaldo Dorticós Torrado, prezident Kuby (* 17. dubna 1919)
- 1989 – Michel Aflaq, arabský politik a zakladatel strany Baas (* 1910)
- 1990 – Reinhold Olesch, německý slavista (* 1910)
- 1993 – Zdeněk Kopal, česko-americký astronom (* 1914)
- 1995
  - Jack Schroer, americký saxofonista (* 21. ledna 1944)
  - Jonas Salk, americký biolog (* 1914)
  - Anatolij Tarasov, sovětský hokejový trenér (* 10. prosince 1918)
- 1996
  - Friedrich-Wilhelm Möller, německý designér nábytku a bytový architekt (* 14. dubna 1931)
  - Andreas Papandreu, řecký premiér (* 5. února 1919)
- 1998 – Maureen O'Sullivanová, irsko-americká herečka (* 17. května 1911)
- 2000
  - Jerónimo Podestá, argentinský katolický kněz a biskup (* 8. srpna 1920)
  - Peter Dubovský, slovenský fotbalista (* 7. května 1972)
- 2003 – Fred Sandback, americký sochař (* 29. srpna 1943)
- 2005 – Manolis Anagnostakis, řecký básník (* 10. března 1925)
- 2006 – Aaron Spelling, americký filmový a televizní producent (* 22. dubna 1923)
- 2010 – Pete Quaife, anglický hudebník a skladatel (* 31. prosince 1943)
- 2011
  - Christiane Desroches Noblecourt, francouzská egyptoložka (* 17. listopadu 1913)
  - Peter Falk, americký herec známý rolí detektiva Columba (* 16. září 1927)
- 2012
  - Brigitte Engerer, francouzská klavíristka (* 27. října 1952)
  - Franz Crass, německý operní pěvec – bas (* 9. února 1928)
- 2013
  - Bobby „Blue“ Bland, americký zpěvák (* 27. ledna 1930)
  - Richard Matheson, americký spisovatel a scenárista (* 20. února 1926)
- 2021 – John McAfee, britsko-americký počítačový expert a podnikatel (* 18. září 1945)
- 2022 – Stien Baasová-Kaiserová, nizozemská rychlobruslařka (* 20. května 1938)

## Svátky

### Česko
- Zdeňka, Zdena
- Persida, Střezislava
- Sidon, Sidonie
- Zeno, Zenon, Zenob

### Svět
- Mezinárodní olympijský den
- Svatojánská noc
- Lucembursko – Narozeniny Velkovévody Lucemburského
- OSN – Den pro veřejné služby
- OSN – Mezinárodní den vdov
- Světový den házené

## Pranostiky

### Česko
- Na svatou Agripinu odpočívej jenom ve stínu.

| 23. červen v pražském KlementinuÚdaje jsou platné k 8. 7. 2025. | 23. červen v pražském KlementinuÚdaje jsou platné k 8. 7. 2025. | 23. červen v pražském KlementinuÚdaje jsou platné k 8. 7. 2025. |
| minimum                                                         | denní průměr                                                    | maximum                                                         |
| --------------------------------------------------------------- | --------------------------------------------------------------- | --------------------------------------------------------------- |
| 7,5 °C (1921)                                                   | 19,1 °C (od 1961)                                               | 33,3 °C (2016)                                                  |